# Alupolon
Alupolon – wyjątkowo lekki stop metali (głównie aluminium). Przed II wojną światową był wyrabiany w Walcowni Metali w Czechowicach-Dziedzicach i stosowano go w lotnictwie, np. przy budowie bombowca PZL.37 „Łoś”. W instrukcji opisującej skład kadłuba samolotu czytamy, że „zasadniczym tworzywem jest duraluminium i pokrewne metale lekkie (aluminium, hiduminium, alupolon)”. Alupolon miał dosyć złożony skład: Cu 3,5–4,5%; Mn 0,5%; Mg 0,5%; Si 0,2–0,25%, Fe do 0,2% i Al 94,3–95,3% dzięki czemu był odporniejszy na ścieranie od aluminium. Blachy z alupolonu wytwarzane były w walcowni metali w Czechowicach-Dziedzicach.